# Fermă de cadavre
O fermă de cadavre este o instalație de cercetare unde descompunerea cadavrelor umane și animale este studiată în diverse contexte de mediu. Prima astfel de instalație a fost înființată în 1981 de antropologul William M. Bass⁠(d) la Universitatea din Tennessee, Knoxville. Bass a fost interesat de observarea procesului de descompunere umană de la moarte până la descompunerea finală. Scopul acestei cercetări era de a înțelege mai bine etapele descompunerii pentru a dezvolta tehnici care să permită obținerea de informații despre momentul și circumstanțele morții din rămășițele umane.
Cercetarea din aceste ferme de cadavre este importantă pentru antropologia medico-legală și discipline conexe, fiind utilă în investigațiile criminalistice și aplicarea legii. Cadavrele sunt expuse în aer liber pentru a observa efectele factorilor de mediu asupra procesului de descompunere.
Statele Unite ale Americii au opt astfel de ferme, inclusiv în statele Florida și Michigan, cu cea mai mare instalație la Universitatea de Stat din Texas care acoperă 26 de acri (10,52 hectare). Alte țări, precum Australia și Canada, au dezvoltat și ele facilități similare, iar în Regatul Unit cercetările se axează pe descompunerea animalelor, în special a porcilor, datorită similarității acestora cu structura umană.

### Universitatea din Tennessee
La Universitatea din Tennessee, Knoxville, Centrul de Cercetare Antropologică studiază descompunerea cadavrelor în diferite condiții, cum ar fi în portbagajul unei mașini sau sub apă. Observațiile înregistrează detalii privind secvența, viteza descompunerii și efectele activității insectelor asupra cadavrelor. Cadavrele trec prin mai multe etape de descompunere: proaspăt, balonare, descompunere activă și stadiul uscat.

### Universitatea Western Carolina
Universitatea Western Carolina a deschis în 2006 o instalație similară numită FOREST, dedicată studiului descompunerii umane în condițiile montane din vestul Carolinei de Nord. Aceasta este utilizată, de asemenea, pentru antrenarea câinilor pentru detectarea cadavrelor.

### Universitatea de Stat din Texas
Departamentul de Antropologie al Universității de Stat din Texas-San Marcos a inaugurat o instalație de cercetare criminalistică în antropologie, coordonată de Dr. Michelle Hamilton, fostă studentă a Dr. Bill Bass. Aceasta este parte a Centrului de Antropologie Criminalistică de la Universitatea de Stat din Texas (FACTS) și a primit o donație de peste 100.000 de dolari din partea unui profesor emerit al universității. Proiectul include construirea unui laborator adiacent, evaluat la un milion de dolari, realizat datorită eforturilor Dr. Jerry Melbye, D-ABFA.
După multiple obiecții ale rezidenților locali și ale Aeroportului Municipal San Marcos, din cauza preocupărilor legate de prezența vulturilor, la 12 februarie 2008 s-a stabilit că Freeman Ranch, situat pe County Road 213, la nord-vest de San Marcos, va fi locația finală. Acești vulturi, inițial considerați problematici, au devenit un nou domeniu de studiu, prin observarea efectului necrofagiei lor asupra descompunerii umane.
La fiecare cinci sau șase luni, un nou cadavru este adus pentru cercetare, de obicei provenind de la spitale, case funerare sau birourile medicilor legiști. FARF, laboratorul în care sunt desfășurate cercetările, este o resursă importantă atât pentru studenții de antropologie criminalistică, cât și pentru agențiile de aplicare a legii.

### Universitatea de Stat Sam Houston
Southeast Texas Applied Forensic Science Facility (STAFS) este un centru de cercetare și formare avansată, dedicat studiului aplicării criminalisticii la locurile crimelor. Situat în apropiere de Pădurea Națională Sam Houston, pe o parcelă de 247 de acri, STAFS dispune de un acru împrejmuit pentru cercetări în aer liber, cu alte opt acri pentru antrenamente suplimentare. În cadrul acestuia există și o morgă dotată cu echipamente moderne, iar camerele de luat vederi permit monitorizarea activităților de cercetare.

### Universitatea Southern Illinois
Forensic Investigation Research Station (FIRS), parte a Universității Colorado Mesa din Grand Junction, este condusă de Dr. Melissa Connor. Instalația este unică prin altitudinea și ariditatea sa, având aproximativ un hectar de teren împrejmuit pentru cercetări în aer liber și un laborator interior dotat cu săli de clasă, morgă și echipamente de stocare. Prima donație umană a fost acceptată în 2013, iar cercetările se concentrează pe deshidratarea cadavrelor și pe stabilirea intervalului postmortem în acest mediu specific.

### Universitatea Colorado Mesa
Forensic Investigation Research Station (FIRS), parte a Universității Colorado Mesa din Grand Junction, este condusă de Dr. Melissa Connor, iar programul de cercetare este coordonat de Dr. Jessica Metcalf. Amplasată în Whitewater, Colorado⁠(d), FIRS se află la o altitudine de 1.448 metri (4750' AMSL), oferind un mediu arid cu o precipitație medie anuală de aproximativ 20 cm (8 inch), ceea ce o face unică în comparație cu alte facilități similare. FIRS include atât instalații de cercetare interioare, cât și exterioare. Zona exterioară de un hectar este împrejmuită cu garduri de protecție, utilizate pentru securitate și cercetare, iar instalația interioară include o sală de clasă, un laborator umed, o cameră frigorifică, o zonă de admisie, un birou și spații de depozitare securizate.
În septembrie 2012, primul exemplar pentru studiu a fost plasat în zona exterioară. Instalația interioară a devenit funcțională în ianuarie 2013, iar prima donație umană a avut loc în noiembrie 2013. Până în ianuarie 2018, FIRS avea unsprezece cadavre umane. Datorită mediului arid, rămășițele tind să se deshidrateze rapid, iar cercetările se concentrează pe variația procesului de deshidratare și stabilirea intervalului post-mortem pentru rămășițele mumificate sau deshidratate.
FIRS pune accent pe educație și primește studenți de la Colorado Mesa, practicieni, oficiali de aplicare a legii, medici legiști și criminaliști.

### Universitatea din Florida de Sud
USF Facility for Outdoor Research and Training (FORT) face parte din Florida Institute for Forensic Anthropology and Applied Science (IFAAS) al Universității din Florida de Sud (USF) din Tampa. Creată de Erin H. Kimmerle, directoare executivă a IFAAS, FORT a început inițial ca o facilitate de cercetare de 1,4 hectare în Land O'Lakes, Florida, și s-a mutat ulterior într-o locație mai extinsă și ecologic diversificată în comitatul Alachua, lângă Gainesville. Facilitatea utilizează Programul de Donații Umane al USF, iar colecția de schelete conservate este disponibilă pentru cercetători și vizitatori. Programul, început în 2016, este prima și singura facilitate de acest tip din Florida, într-un mediu subtropical. În 2019, HBO VICE a realizat un documentar despre impactul FORT în rezolvarea cazurilor nerezolvate.

### Universitatea George Mason
Laboratorul de Cercetare și Formare în Criminalistică al Universității George Mason este amplasat în campusul său din comitatul Prince William. Pe un teren de două hectare (cinci acri), primul corp a fost îngropat într-un mormânt clandestin pentru a ajuta la detectarea mormintelor ascunse.

## Australia
Australian Facility for Taphonomic Experimental Research (AFTER) a fost deschisă în 2016, lângă Yarramundi⁠(d), Sydney, pe un teren al Universității de Tehnologie din Sydney. Aceasta este prima „fermă de cadavre” din afara Statelor Unite, creată pentru a adapta cercetările la condițiile de mediu australiene, care diferă semnificativ de cele din SUA. Cercetătoarea Alyson Wilson a descoperit, în timpul unui experiment de descompunere de 17 luni, că membrele pot continua să se miște din cauza contracției ligamentelor post-mortem.

## Canada
Ferma de cadavre din Australia a fost inițiată de Shari Forbes⁠(d). În 2018, aceasta s-a mutat în Canada și a devenit profesoară pentru un proiect similar la Bécancour⁠(d), Qeubec. Inițial denumită „Secure Site for Research in Thanatology”, aceasta a fost redenumită REST[ES] (Site for Research in Experimental and Social Thanatology).

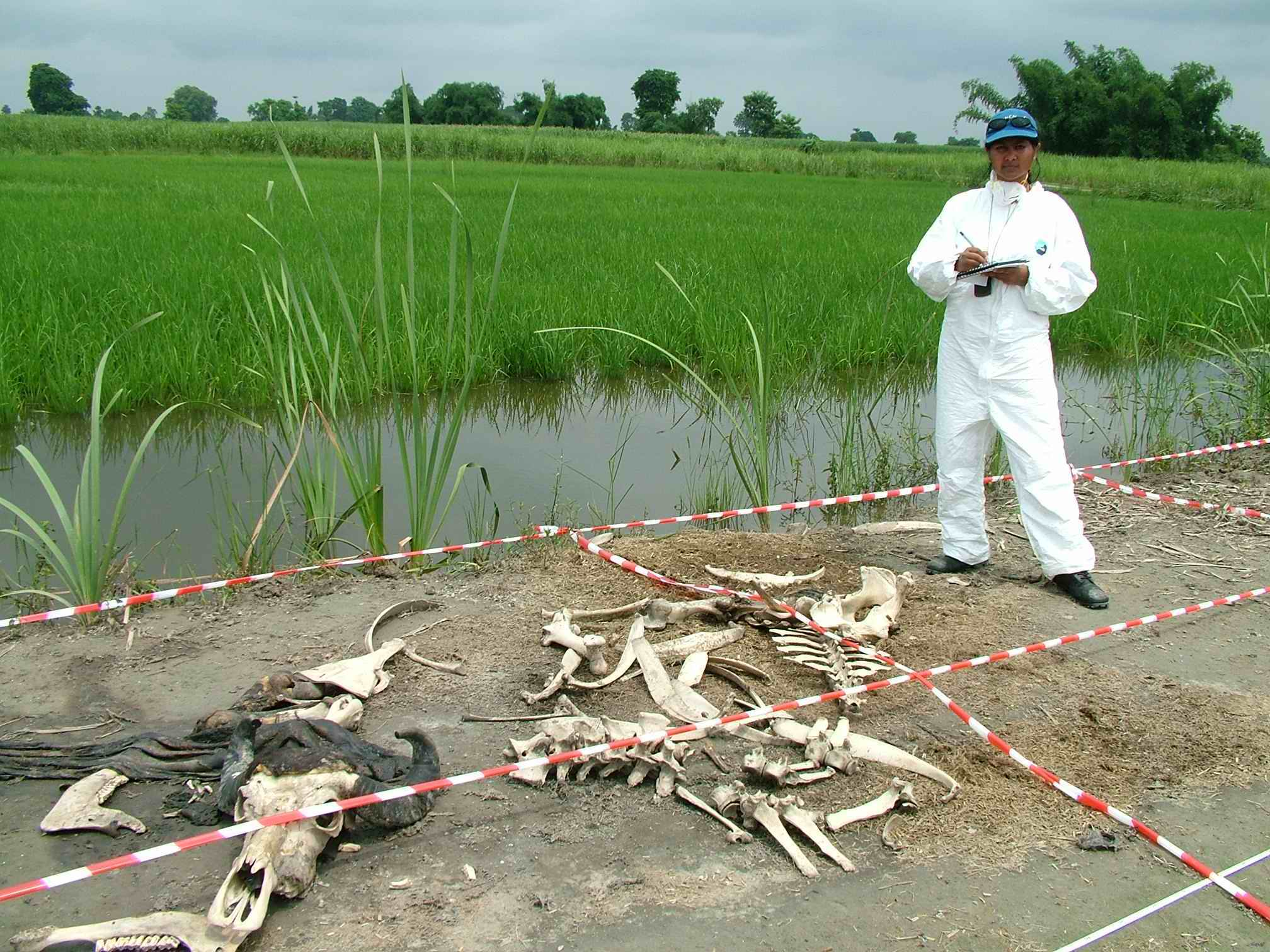
Roma Khan efectuează lucrări preliminare privind descompunerea vitelor în India.

## Regatul Unit
În Marea Britanie nu există facilități care să utilizeze rămășițe umane, iar universitățile folosesc în general animale pentru studii taphonomice. Porcii, de exemplu, sunt utilizați ca substitut al corpului uman, însă nu reflectă exact descompunerea umană, ceea ce limitează validitatea rezultatelor. Profesorul Sue Black⁠(d) a susținut că astfel de ferme umane sunt inutile, deoarece deseori cadavrele disponibile nu reflectă victimele tipice ale crimelor, iar cadavrele de animale pot oferi o anumită valoare pentru cercetări. În schimb, se utilizează date din alte țări, deși climatul diferit poate influența procesul de descompunere.

## Donații de cadavre
Regulile de donație variază la nivel internațional. În Canada, persoanele pot semna formulare de donație pentru a asigura folosirea cadavrului în scopuri de cercetare. În SUA, sunt acceptate și cadavre nerevendicate, deși această practică este uneori considerată lipsită de etică. Donațiile pot fi respinse dacă persoana a fost infectată cu HIV, hepatită sau bacterii rezistente la antibiotice.

## Opoziție
Deschiderea fermelor de cadavre a întâmpinat uneori opoziție locală. După deschiderea fermei din Tennessee, s-au înregistrat plângeri legate de mirosul neplăcut, iar organizația Solutions to Issues of Concern to Knoxvillians (SICK) a protestat față de prezența acesteia. Universitatea a rezolvat problema prin ridicarea unui gard de protecție. Planurile inițiale pentru FORT de la USF de a amplasa instalația în comitatul Hillsborough au fost anulate din cauza preocupărilor legate de mirosuri și contaminarea apei, fiind relocată în comitatul Pasco.

## Progres în domeniul medico-legal
De la înființarea primei ferme din Tennessee, William Bass⁠(d) și echipa sa au contribuit semnificativ la investigarea descompunerii pentru a stabili cu precizie momentul decesului. Ecologa Jennifer DeBruyn⁠(d) a început, de asemenea, în 2015, studii privind impactul bacteriilor asupra descompunerii cadavrelor, identificând bacteriile Bacteroides⁠(d) și Lactobacillus ca fiind relevante pentru a estima intervalul post-mortem.

## Practica medicală
Medici și cercetători evaluează diferite aspecte ale descompunerii pentru a determina factorii care influențează timpul decesului. Potrivit lui Bass, există șapte întrebări esențiale în investigațiile medico-legale pentru a identifica cât mai precis circumstanțele decesului, luând în considerare factori precum locația cadavrului, expunerea la soare sau umbră și contactul cu apa.

## În cultura populară
Conceptul de fermă de cadavre, în general, precum și instituțiile existente, în special, au fost utilizate în mai multe opere ale culturii populare legate de crime. Exemple notabile includ:
- Romanul The Body Farm al Patriciei Cornwell se bazează pe instalația de la Universitatea din Tennessee, dar nu pe evenimentele reale din jurul acesteia. Personajul doctorului Thomas Katz a fost inspirat de doctorul Bill Bass. În cartea sa, Death's Acre, care are o prefață de Cornwell, Bass, împreună cu coautorul Jon Jefferson, descriu experimentul pe care l-a întreprins în numele ei. Un experiment similar efectuat de fictivul Dr. Katz rezolvă misterul cărții.
- Autorii Jon Jefferson⁠(d) și Bill Bass au publicat sub pseudonimul Jefferson Bass⁠(d) o serie de romane fictive cu crimă și mister, bazate pe ferma de cadavre de la Universitatea din Tennessee din Knoxville. Personajul principal este inspirat de Bill Bass.
- În serialul de televiziune britanic Waking the Dead, patologul legist Dr. Eve Lockhart are propria sa fermă de cadavre. Ea reapare într-o serie spin-off, The Body Farm.
- În serialul american Rizzoli & Isles⁠(d), medicul legist-șef din Massachusetts, Dr. Maura Isles, are o țestoasă uriașă africană numită „Bass”, în onoarea lui William M. (Bill) Bass. De asemenea, în episodul 6.04, ei vizitează o fermă de cadavre la BCU (Boston Cambridge University).
- În episodul 6.17 din serialul Bones de la Fox, intitulat „The Feet on the Beach”, antropologul medical Dr. Temperance Brennan și partenerul ei, agentul special FBI Seeley Booth, vizitează o fermă de cadavre la o universitate fictivă din Hogansburg, New York.
- În episodul 2.15 din CSI: Crime și investigații, intitulat „Burden of Proof”, cadavrul unei victime a unei crime este aruncat la ferma de cadavre printre alte cadavre.
- În episodul 1.05 din CSI: Vegas, intitulat „Let the Chips Fall”, echipa CSI vizitează o fermă de cadavre pentru a examina rămășițele unei femei care fusese anterior ucisă și al cărei cadavru a fost donat unității în urma anchetei privind moartea sa.
- La începutul episodului 9.17 din Dosarele X, difuzat de Fox, apare o fermă de cadavre în cadrul unui centru de pregătire criminalistică. Episodul, intitulat „Release”, menționează că instalația este situată în Joplin, Virginia.
- Romanul lui Simon Beckett⁠(d) Whispers of the Dead, se desfășoară în și în jurul fermei de cadavre din Knoxville, Tennessee. Este a treia carte dintr-o serie centrată pe protagonistul Dr. David Hunter, un antropolog legist. Seria în sine a fost inspirată de vizita lui Beckett la ferma de cadavre din Tennessee.[52]
- În episodul 2 din seria documentară Stephen Fry in America, gazda Stephen Fry vizitează instalația de cercetare antropologică a Universității din Tennessee.
- În episodul 3.2 din Law and Order: SVU, intitulat „Wrath”, mai multe corpuri ale victimelor unei crime sunt aruncate la ferma de cadavre printre alte cadavre.
- În cartea lui Tim Dorsey⁠(d), Torpedo Juice, personajele Serge și Coleman aruncă un cadavru într-o fermă de cadavre din Florida Everglades⁠(d), situată lângă Drumul Tamiami⁠(d).
- În episodul 9 din Durara!! x2 Ten, Shinra menționează că tatăl său cercetează fermă de cadavre pentru o farmacie locală.
- Cea de-a cincea carte a fotografei Sally Mann⁠(d), What Remains (2003), include o serie de fotografii ale corpurilor moarte și în descompunere, realizate la Centrul de Antropologie medico-legală din Tennessee.
- Regizorii Brandon Keenan și Nick LaMantia au lansat un film intitulat Body Farm pe 1 martie 2020, disponibil pe DirecTV, Google Play, Amazon, Microsoft și Apple TV.[53]
- Trupa goregrind Cattle Decapitation din San Diego are un cântec numit „A Body Farm” pe albumul lor din 2009, The Harvest Floor, despre un criminal în serie care lasă corpurile victimelor sale să se descompună în jurul casei sale.[54]